# Ерик Победнички
Ерик Победнички је био први краљ Шведске и владао је од 970. године до своје смрти 995. године.
Ситна шведска племена имала један верски центар, у Упсали, где се налазио такозвани двор богова и где се становништво сакупљало на верске празнике, ради вршења разних верских обреда. Око тога двора богова и извршено је уједињење шведских племена, тако да је краљ Упсале, Ерик, који је припадао краљевској породици Ингве, постао и краљ читаве Шведске.
За време његове владавине почиње да се формира и Шведска држава. Уједињују се две основне области данашње Шведске — Готија, или Готланд, и Шведска у ужем смислу речи, или Свеаланд.
У Шведској је процес феудализације текао изузетно споро. Ту су се упорно одржавали старински родовски односи. Релативно ретка насељеност земље, велика слабо насељена брдска и шумска пространства, куда се сељаштво могло повлачити, слаба веза с феудалном Европом, стварали су овде нарочито повољно тле за одржање слободног сељаштва. Ипак се код Швеђана релативно рано јавља крупни земљопосед, везан делом с патријархалним ропством. Феудализација је текла нешто бржим темпом на југу, који је био насељенији и тешње повезан с Данском и Немачком.
Пошто је процес феудализације текао лагано, успореним се темпом ширило у Шведској и хришћанство, које је наилазило на упоран отпор родовског уређења с његовом старом религијом.

## Породично стабло
|  |                    |  |  |  |  |  |  |  |  |  |  |  |  |  |  |  |
|  | 2. Бјорн Ериксон   |  |  |  |  |  |  |  |  |  |  |  |  |  |  |  |
|  |                    |  |  |  |  |  |  |  |  |  |  |  |  |  |  |  |
|  |                    |  |  |  |  |  |  |  |  |  |  |  |  |  |  |  |
|  | 1. Ерик Победнички |  |  |  |  |  |  |  |  |  |  |  |  |  |  |  |
|  |                    |  |  |  |  |  |  |  |  |  |  |  |  |  |  |  |
|  |                    |  |  |  |  |  |  |  |  |  |  |  |  |  |  |  |
|  | 3.                 |  |  |  |  |  |  |  |  |  |  |  |  |  |  |  |
|  |                    |  |  |  |  |  |  |  |  |  |  |  |  |  |  |  |
|  |                    |  |  |  |  |  |  |  |  |  |  |  |  |  |  |  |